# Taródi-vár
A soproni Taródi-vár a magyarországi vízionális építészet jelentős alkotása. Nevét építőjéről és tulajdonosáról, Taródi Istvánról kapta. A vár építője, id. Taródi István 1925-ben született és 2010 februárjában, 85 éves korában hunyt el. Sírja a soproni Szent Mihály-temetőben található.

## Elhelyezkedése
A vár Sopron Felsőlövérek városrészében, a Nándor-magaslat déli lejtőjén, a Csalogány köz, a hegyre fölvezető Kőfejtő út és a Hársfa sor között, a Kolostor-erdő sarkához közel áll. (9400 Sopron, Csalogány köz 36.) Ezt a város 1753-ban különítette el gyümölcsöskertek számára. A kertben még áll egy ekkor ültetett gyümölcsfa. A bejárattól mintegy száz méterre indul a zöld és a zöld kereszt (valamint az abból a Gloriette-kilátóhoz felkanyarodó zöld háromszög) turistajelzés.

## Építésének története

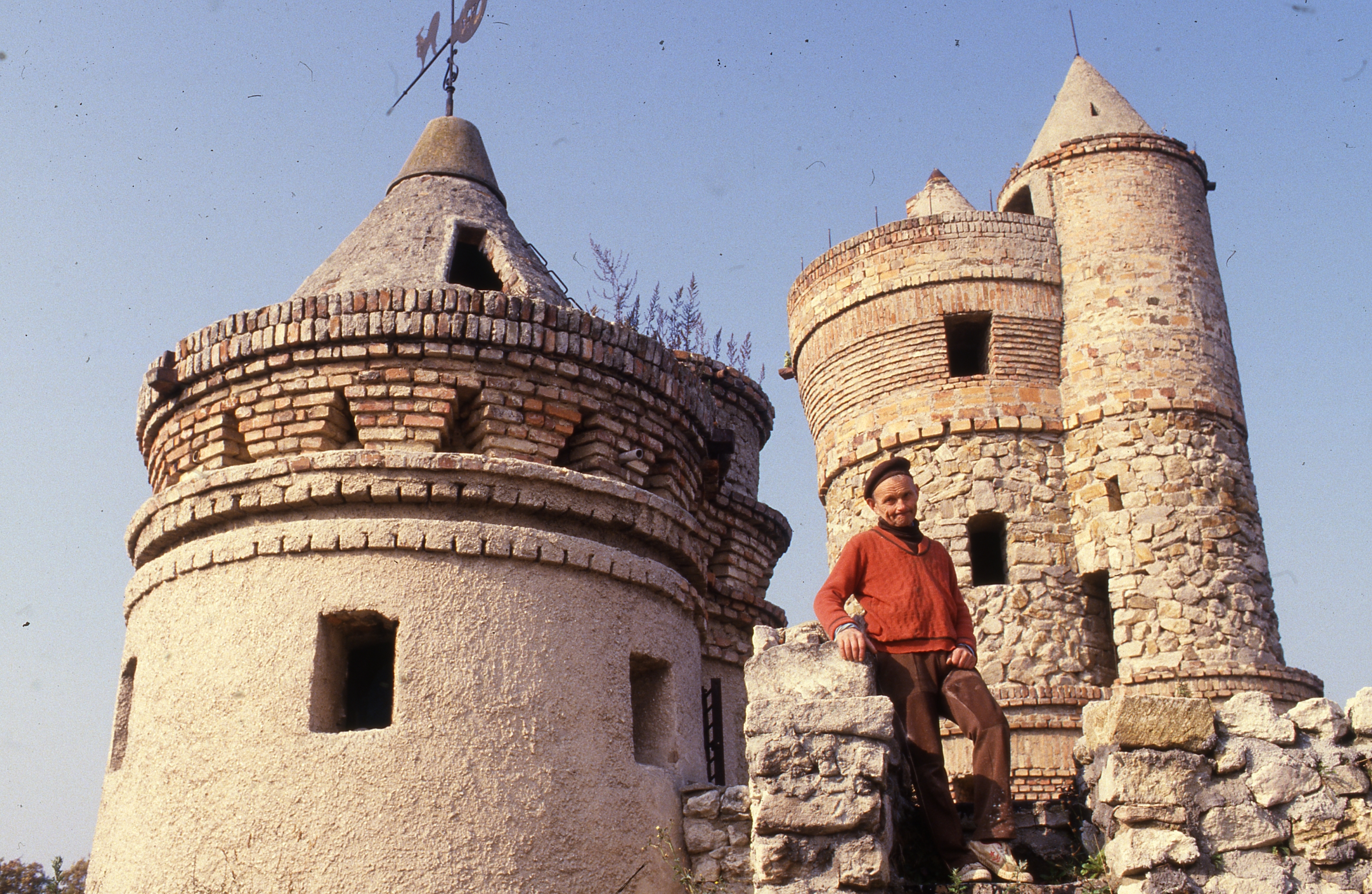
A vár és annak építője, Taródi István

A huszadik életévéhez közeledő Taródi István 1945-ben, szüleivel és három fivérével egy sopron belvárosi bérház albérleti lakásában lakott (Ősz utca 12). Ennek a bérháznak az udvarán kezdte építeni első várát. Ez egy nyolc méter magas favár volt, amit használt faanyagokból állított össze. Az építkezést 1946-ban fejezte be, amikor megnősült. Elhatározta, hogy ha sikerül a Lövérekben telket vennie, akkor lebontja a favárat, és immár a saját telkén állítja fel újra.
1951. május elsején vásárolta meg azt az ingatlant, amin most a vára áll, és hamarosan átköltöztette rá a favárat. Az építményt felkockázott hulladék deszkákból készített zsindellyel fedte be.
Az 1950-es évek végétől, majd főleg a hatvanas években több nagy, országjáró kerékpártúrára indult, részben gyermekeivel (a leghosszabb túrája 1500 kilométeres volt). Fő céljuk a várak megtekintése, a középkori várépítészet tanulmányozása volt. Taródi István 1959 őszén úgy döntött, hogy a favárat kővárral váltja fel, és még a télen kiásta a lakórész alapjait. Ettől fogva évekig reggel ötkor már ott volt a várnál, hogy előkészítse az aznapi munkát, majd a hivatalos munkaidő után folytatta az építkezést úgy, hogy csak este 9-10 körül ért haza. Apránként elbontotta és kőépítménnyel váltotta fel a favárat. 1962-ben nézte meg a somoskői várat, és ekkor döntötte el, hogy ő is olyan várat akar, aminek kerek tornyai vannak. A lakórész felépítése után élete valamivel egyszerűbb lett, mert kiköltözött a várba. Az építkezést azonban később sem hagyta abba, és a 2010-ben bekövetkezett haláláig folytatta; a várba különböző becslések szerint mintegy 150–200 vasúti kocsira való követ épített be – döntően egyedül, időnként fiaival, legfeljebb egy-egy alkalmi segítővel. 1986-ban, nyugdíjazása előtt, komolyan gondolkodott azon, hogy abbahagyja az építkezést, de aztán mégis folytatta.
Az építés történetét 2007-ben kiadott, A Soproni Taródi-vár építéstörténete. Életem rövid összefoglalása című könyvecskéjében írta meg.
Az első két torony építése:
- megfigyelő torony 1961–1964;
- kaputorony 1965–1969 között.

## A várkert
A vár előkertjében örökzöld növények nőnek – közöttük mintegy két tucatnyi, hazánkban egzotikus ritkaságnak számító fajta. A gneiszen kialakult, savanyú talajon nagyon szépen díszlik a szelídgesztenye: a kertben több fa vadon, magától eredt meg. Szelídgesztenye a Taródi család családfája is: a tizenkét törzs a család tizenkét tagját jelzi. Számos további növény is szimbolikus jelentést hordoz. „1951. május 1-jén láttam meg a helyet, ahol a várat felépítettem. Így a május a várnak a hónapja” – írja Taródi István. Mivel az építő és több családtagja is ekkor ünnepli születésnapját, tömegesen telepítették a májusban nyíló rododendronokat, amik mellett a tündérkürt és egy tűzpiros virágú japán cserje is a májusi tavaszt köszönti.

## Várséta
A vár alapterülete mintegy 4300 m²; a legmagasabb torony húsz méter magas. A falakba és tornyokba Taródi István mintegy kétszáz vagonnyi követ és téglát épített be. Eközben törekedett a középkori várakban megszokottakhoz hasonló helyiségek kialakítására, így van az épületegyüttesben kút, lovagterem és borház is. A várba szabályos felvonóhídon juthatunk be, a tornyokba csigalépcsőkön kapaszkodhatunk fel.
A várkapuhoz lapos kövekből rakott út vezet, amely nem sokkal a bejárat után kétfelé ágazik. Az elágazásban álló útjelző oszlopon két kerámiadombormű jelzi, hova is tartanak az utak: a bal oldalin egy gyalogos vándorlegény tart a vár felé (a jobb oldalin egy megrakott, középkori szekérfogat halad). A vándorlegény útján pár lépéssel egy 20-80 mázsás kőtömbökből összerakott, hatalmas kőgúlához érünk – ilyen, a környéken bányászott gneiszből épült a vár jó része is.
A felvonóhíd a kaputoronyhoz vezet – ennek két oldalán domborművek állnak őrt. A felvonóhidat láncok kötik össze a mozgató szerkezettel és az ellensúllyal. A kapu hullórácsa a felvonóhíddal együtt mozog, látványosan szemléltetve a kapuk biztosításának régi módját. A kapu felett két faragott követ láthatunk: az alsón az 1951. évszámmal, a felsőn egy jelképes címer. A címert két oroszlán tartja, és három kis mezőjében az építészet, a szobrászat és a festészet allegóriáit láthatjuk – a szobafestő mesterségre az építészet és a festészet szimbóluma utal. A tíz méter átmérőjű, tizenhat méter magas kaputoronyba, amiben két, boltíves helyiség van, csigalépcsőn mehetünk fel.
A várudvarba érve szemben láthatjuk a vár lakórészét. A bal oldali épület emeleti része ugyancsak lakható, a földszinten pedig az őrszoba mellett borász eszközöket láthatunk, miként az udvaron is, ahol egy nagy, fa szőlőprés áll, nyomógerendáján az 1811. évszámmal. A jobb oldali épületrész tornyai henger alakúak. A nagy őrtorony húsz, a kicsi tizenhat méter magas. Mindkét torony iker megoldású: a csigalépcső a fiatoronyban van. Az őrtorony (Boszorkány-torony) tetején a szél irányát egy boszorkány forgó figurája jelzi, a kistornyon pedig egy hagyományos szélkakas. A két torony közötti teraszról szép kilátás nyílik egyebek közt a fraknói Rozália-kápolnára és a fraknói várra.
A várlakás megtekinthető részét két torony között találjuk. A Boszorkány-torony előtti várfürdő két részből áll: egy fedett és egy külszíni medencéből. A fürdőt hálózati vízzel töltik fel; a lecserélt vízzel öntözik a kert növényeit. A várudvart kerítő fal egy része 2008-ban még nem készült el. Az épülő fal külső oldalán kőtábla hirdeti, hogy ott az építkezés közben időszámításunk előtt 2500-ra datált lakógödröt tártak fel. A leleteket maga az építő mentette meg, és nagy részüket a kiállítóteremben helyezte el.
Az udvar végén van a várkút, és ott kezdődik a váralagút, ami olyan széles, hogy egy talicskát éppen ki lehet tolni benne. Az alagút a kút aljába kanyarodik vissza. Mintája az 550 méterre található középkori kolostor alagútja volt, amit a barátok azért ástak, hogy ott tárolják a borukat.
A telek legmagasabb pontján még két bástya alapját láthatjuk. A félbehagyott falak, tornyok befejezése az építő halála miatt nem várható, de az elkészült részek így is Sopron egyik legérdekesebb látnivalójává teszik.
A két kőoroszlán a tulajdonos keze munkája, mint ahogy jórészt maga tervezte és rendezte be az emeleten a vár építésének történetét bemutató kiállítást is: ezen évszámokkal ellátott tablókon, 1959-től követhető a vár építése. A várban megtekinthetjük az építő hosszú évek munkájával összeszedett régiséggyűjteményét is – főleg 19. században készített polgári bútorokat. A régiségek és tablók között a várat támogató amatőr művészek – a keramikus Tóth Béla, a faszobrász Pintér György, valamint Kelemen István – alkotásait tekintjük meg.

## Jelen
Jelenleg a várépítő Taródi István gyermekei, valamint azok leszármazottai kezelik a várat.
Nyitvatartás:
Március 15. – Október 31.: Hétfő kivételével minden nap 10–18 óra. Hétfő szünnap.
November 1. – Március 14.: Hétfő kivételével minden nap 10–16 óra. Hétfő szünnap.

## Érdekességek
- A várban forgatták 1985-ben Ruttkai Éva főszereplésével A fantasztikus nagynéni című film egyes jeleneteit.